# Brian (mitologia celtycka)
Brian – jeden z trzech synów Tuireanna, którego ród był w konflikcie z rodem Ciana, ojcem boga Lugha. 
Wszystko rozpoczyna się, gdy Cian wyrusza zwołać wojowników Tuatha Dé Danann do udziału w bitwie. Zostaje jednak zabity przez Briana i jego dwóch braci, Ichara i Iucharba. Jako pokutę za to Lugh nakazał im wykonać osiem zadań. Musieli m.in. dostarczyć mu trzy jabłka z Ogrodów Słońca, mające uzdrowicielską moc, świńską skórę od króla Grecji, która również miała moc uzdrawiania. Bohaterowie musieli zdobyć zatruty oszczep perskiego władcy, rożen będący własnością nimf z podwodnego królestwa oraz siedem świń króla Asala od Złotych Filarów, które ugotowane i zjedzone tego samego dnia, następnego dnia znów były żywe. Na koniec musieli wejść na Wzgórze Mochaena i trzykrotnie zawołać. Po dostarczeniu siedmiu skarbów wyruszyli, by wykonać ostatnie zadanie. Na wzgórzu zostali śmiertelnie zranieni przez Mochaena i jego synów. Tuireann poprosił Lugha, by ten pożyczył mu świńską skórę, która uleczyła by jego synów, lecz bóg się nie zgodził i synowie Tuireanna zmarli.